# فرانتس بیندر

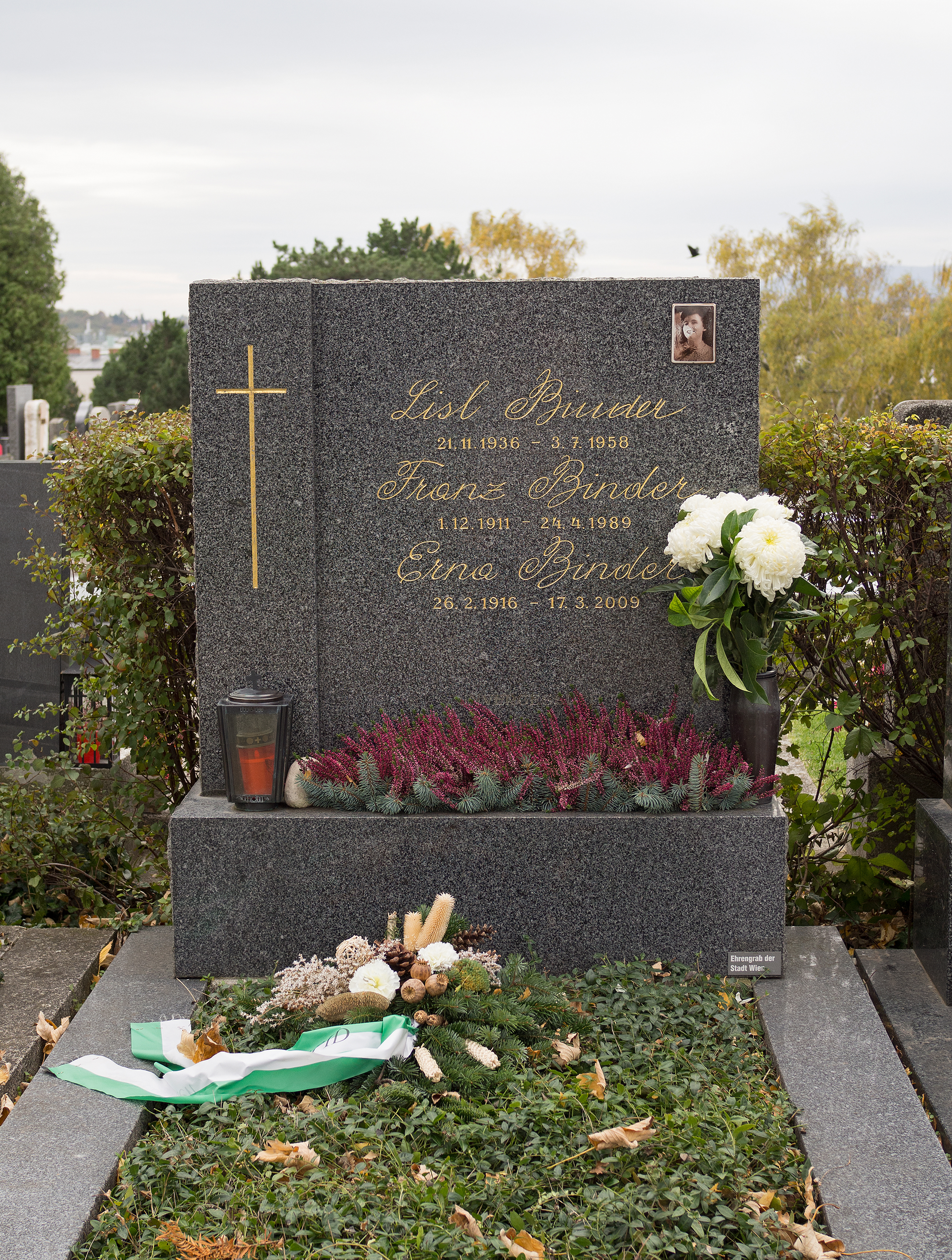
نمای سنگ‌مزار خانوادگی فرانتس بیندر - ۲۰۱۷

فرانتس بیندر (به آلمانی: Franz Binder) بازیکن فوتبال و مهاجم اهل اتریش بود که از سال ۱۹۳۹ میلادی عضو تیمهای ملی فوتبال اتریش (۱۹ بازی) و آلمان (۹ بازی) بوده‌است. آخرین بازی ملی خود را در سال ۱۹۴۱ میلادی انجام داد. فرانتس بیندر در بازی‌های ملی‌اش در اتریش ۱۶ و در آلمان ۱۰ گل به ثمر رساند.